# Ivan Klíma

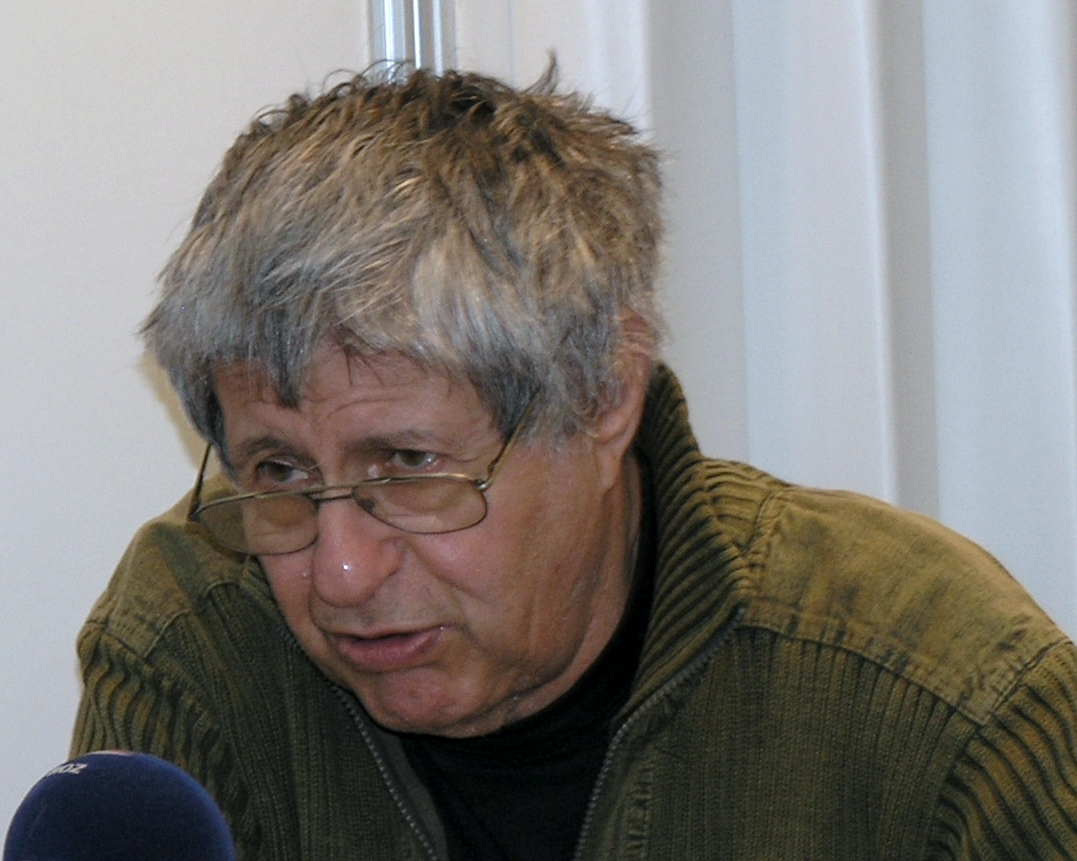
Ivan Klíma (2009)

Ivan Klíma est un écrivain et dramaturge tchèque, né le 14 septembre 1931, à Prague (alors en Tchécoslovaquie), et traduit en 29 langues.
Souvent comparé à Milan Kundera, bien que moins célèbre, il est souvent considéré comme plus politique, bien qu'il y ait de nombreuses similarités entre leurs œuvres (en particulier, leurs héros sont souvent coupables d'adultère).

## Jeunesse
Il grandit à Prague, sans évènements particuliers jusqu'aux accords de Munich de 1938 et l'occupation nazie de la Bohême-Moravie. Jusqu'à cet instant, il ne savait pas que ses parents étaient d'origine juive, puisqu'ils n'étaient pas pratiquants. Néanmoins, en novembre 1941, d'abord son père, puis en décembre, sa mère, son frère, et lui-même furent déportés au Camp de concentration de Theresienstadt, où ils demeurèrent tous jusqu'à la libération du camp par l'Armée rouge en mai 1945. Lui et ses parents survécurent à la guerre, malgré les nombreux transports quittant Terezín pour divers camps d'extermination, en particulier Auschwitz.

## Carrière littéraire
Klíma écrivit de manière très visuelle sur cette période dans le journal littéraire britannique, Granta, en particulier A Childhood in Terezin (Une enfance à Terezín) . Il écrivit aussi que ce fut durant cette période qu'il fit pour la première fois l'expérience de ce qu'il appelle le pouvoir libérateur de l'écriture. C'est également dans ces circonstances qu'il fut en contact d'une riche culture narrative orale.
À la libération, il devint membre du Parti communiste tchécoslovaque, néanmoins, il en découvrit vite l'horreur, son père étant de nouveau emprisonné. Il vint à dire que souvent, ce ne sont « pas les forces du bien et du mal qui se battent, mais simplement deux maux différents, en conflit pour contrôler le monde ». Il revint en Tchécoslovaquie après l'invasion soviétique, mais fut interdit de publication pendant 20 ans chez lui jusqu'à la Révolution de Velours.
Cette exposition à la cruauté humaine, le besoin d'intégrité personnelle et de lutter pour conserver celle-ci face aux régimes totalitaires influença profondément son œuvre.

## Prix
En 2002, il reçut le prix Franz Kafka de la société Franz Kafka de Prague et de la ville de Prague pour sa biographie de Karel Čapek, Velký věk chce mít též velké mordy.

## Œuvre

### Prose
- Bezvadný den, 1960 – nouvelles sur le thème de la solitude
- Mezi třemi hranicemi, 1960 – reportage depuis la Slovaquie
- Karel Čapek, 1962 essai
- Hodina ticha, 1963 roman
- Milenci na jednu noc, 1964
- Návštěva u nesmrtelné tetky, 1965 – reportage
- Klára a dva páni, 1968
- Loď jménem naděje, 1969
- Milenci na jeden den, 1970
- Soudce z milosti, samizdat 1976 sous le nom Stojí, stojí šibenička, publié en exil 1986, en République tchèque 1991
- Milostné léto, publié en exil 1979
  - publié en français en 1991 aux éditions Le Seuil: Un été d'amour, roman.
- Má veselá jitra, publié en exil 1979 , 1990 sous le nom Moje veselá jitra
- Už se blíží meče, publié en exil 1983, en République tchèque 1990
- Moje první lásky, publié en exil 1985
- Láska a smetí, samizdat 1987, publié en exil 1988, en République tchèque 1990
  - publié en français en 1992 aux éditions Le Seuil: Amour et ordures, roman.
- Má zlatá řemesla, 1990 aussi connu sous le nom de Moje zlatá řemesla
- The Spirit of Prague, 1995
  - publié en français en 2002 aux Éditions Du Rocher: Esprit de Prague, recueil d'essais.
- Poslední stupeň důvernosti, 1996
- Jak daleko je slunce, 1999
- Ani svatí, ani andělé, 1999
- Jak přežít blahobyt, 2001
- Velký věk chce mít též velké mordy, 2001 – biographie de Karel Čapek
- Moje šílené století, 2009 ; English translation ("My Crazy Century"), 2013 - mémoire en deux volumes

### Théâtre
- Zámek, 1964, pièce kafkaesque
- Mistr, écrit en 1967, première en 1970 à New York
- Cukrárna Miriam, 1968
- Porota, 1968
- Amerika, 1974, adaptation du roman de Franz Kafka, écrit avec Pavel Kohout
- Ženich pro Marcelu
- Pokoj pro dva
- Hromobití